# Takashi Yamahashi
Takashi Yamahashi (山橋 貴史 Yamahashi Takashi?,  nacido el 31 de mayo de 1972 en Hokkaido) es un exfutbolista japonés. Jugaba de delantero y su último club fue el Consadole Sapporo de Japón.

## Trayectoria

### Clubes
| Club              | País  | Año         |
| ----------------- | ----- | ----------- |
| Cerezo Osaka      | Japón | 1991 - 1996 |
| Consadole Sapporo | Japón | 1997 - 1998 |